# Талалаевка (Черкасская область)
Талалаевка (укр. Талалаївка) — село в Уманском районе Черкасской области Украины.
Население по переписи 2001 года составляло 517 человек. Почтовый индекс — 20031. Телефонный код — 4745.

## Местный совет
20031, Черкасская обл., Христиновский р-н, с. Талалаевка